# Scedella infrequens
Scedella infrequens es una especie de insecto del género Scedella de la familia Tephritidae del orden Diptera.

## Historia
Hardy y Drew la describieron científicamente por primera vez en el año 1996.